# Spunge
Spunge (sovint escrit com [spunge]) és un grup de ska punk de Tewkesbury, Anglaterra. Durant bastants anys han estat en tur constantment, Spunge ha estat de tur o tocat juntament amb un gran nombre de bandes angleses amb un èxit moderat i també amb altres bandes americanes més famoses com Green Day, i amb el suport de Bowling for Soup en un tur pel Regne Unit; l'última de les quals va contribuir als cors de la cançó "Centerfold" de l'àlbum That Should Cover It!.

## Membres de la banda

### Membres actuals
- Alex Copeland (Vocal)
- Damon Robins (Guitarra solista)
- Chris Murphy (Baix)
- Jeremy King (Bateria)

### Membres passats
- Paul Gurney (Guitarra rítmica)
- Simon Bayliss (Baix)
- Martin Holt (Baix)

## Discografia

### EP's
- The Kicking Pigeons EP - Març, 1998

### Singles
- "Ego" - 19 de Juny, 2000
- "Kicking Pigeons 2001" - 12 de Febrer, 2001
- "Jump On Demand" - 3 de Juny, 2002
- "Roots" - 12 d'Augost, 2002
- "One More Go" - 21 de Març, 2005
- "Backstabber" - 14 de Gener, 2006, Només per descàrrega

### Àlbums
- Pedigree Chump - 1 de Març, 1999
- Room For Abuse - 9 d'Octubre, 2000
- The Story So Far - 26 d'Agost, 2002
- That Should Cover It! - 23 de Febrer, 2004
- Room For Abuse 2006 - 6 de Novembre, 2006
- Spunge - 12 de Novembre, 2007

### Videos
- Skankin 'N' Skulkin - 2001

### DVDs
- The High Life - 21 de Març, 2005

## Curiositats
- Spunge és l'única banda que se li ha doner permís per la família Marley family per canviar la lletra d'una cançó de Bob Marley, a la seva cover de "No Woman, No Cry" (pot ser trobada al seu segon àlbum, Room For Abuse). El permís va venir de Ziggy Marley, a qui li va agradar molt la nova versió quan la van tocar en directe per a ell.